# Škoda 13T
Škoda 13T (nazwa handlowa Elektra) – typ przegubowego, niskopodłogowego tramwaju, wytwarzanego w latach 2007–2016 w zakładach Škoda Transportation dla systemu tramwajowego w Brnie. Wygląd tramwaju zaprojektowała firma Porsche Design Group, spółka-córka przedsiębiorstwa Porsche.

## Konstrukcja
13T to jednokierunkowy, sześcioosioowy, silnikowy, częściowo niskopodłogowy wagon tramwajowy. Konstrukcyjnie wywodzi się od tramwajów 14T powstałych na zamówienie Pragi. 13T składa się z pięciu członów złączonych przegubami. Drugi i czwarty człon są niskopodłogowe i zawieszone są między sąsiednimi członami. Pod członami skrajnymi oraz pod członem środkowym zamontowano dwuosiowe wózki sztywne.
Do wnętrza tramwaju prowadzi sześcioro drzwi odskokowo-przesuwnych po prawej stronie nadwozia. W członach niskopodłogowych zamontowano po dwoje drzwi dwuczęściowych, a w członie pierwszym i ostatnim drzwi jednoczęściowe. W porównaniu z tramwajami 14T pierwsze drzwi nie prowadzą do kabiny motorniczego, lecz do przedziału pasażerskiego.
Tramwaje wyposażono w system informacji pasażerskiej. Wewnątrz zainstalowano dwa obustronne wyświetlacze LCD produkcji BUSE, które są przeznaczone do wyświetlania reklam i informacji o trasie. Kabina motorniczego jest monitorowana. W jej wnętrzu zamontowano dwa monitory systemu monitoringu (cztery kamery umieszczono wewnątrz tramwaju, a cztery na zewnątrz).
Począwszy od tramwaju nr 1920 wzwyż wprowadzono zmiany w układzie siedzeń w nieparzystych członach; powodem było zbyt wąskie przejście między siedzeniami zamontowanymi wzdłuż kierunku jazdy. Zrezygnowano ze wzdłużnych miejsc siedzących na rzecz siedzeń montowanych w poprzek kierunku jazdy. Po lewej stronie umieszczono siedzenia podwójne, a po prawej pojedyncze.
Tramwaje z 2016 r. (podtyp 13T6) różnią się kilkoma szczegółami od wagonów z wcześniejszych serii produkcyjnych. W przejściach między członami niskopodłogowymi a wysokopodłogowymi dodano jeden stopień, zmieniono wewnętrzne osłony przegubów i zainstalowano system samoczynnego zamykania drzwi. Oprócz tego zastosowano monitory LCD produkcji Bustec. Na zewnątrz dodano diodowe światła dzienne i panele zewnętrzne firmy BUSE.
15 listopada 2017 roku we wszystkich tramwajach (oprócz podtypu 13T6) uruchomiono system automatycznego zamykania drzwi. Starsze wagony były fabrycznie wyposażone w fotokomórki, ale wymagały one modyfikacji, w tym wymiany oprogramowania sterującego.

## Dostawy
| Państwo        | Miasto         | Typ            | Lata dostaw    | Liczba | Numery taborowe | Uwagi     |       |
| -------------- | -------------- | -------------- | -------------- | ------ | --------------- | --------- | ----- |
| Czechy         | Brno           | 13T0           | 2007           | 2      | 1901, 1902      | prototypy | [ 4 ] |
| Czechy         | Brno           | 13T1           | 2008           | 4      | 1903–1906       |           | [ 4 ] |
| Czechy         | Brno           | 13T2           | 2009           | 4      | 1907–1910       |           | [ 4 ] |
| Czechy         | Brno           | 13T3           | 2009           | 5      | 1911–1915       |           | [ 4 ] |
| Czechy         | Brno           | 13T4           | 2009           | 4      | 1916–1919       |           | [ 4 ] |
| Czechy         | Brno           | 13T5           | 2010–2011      | 10     | 1920–1929       |           | [ 4 ] |
| Czechy         | Brno           | 13T6           | 2016           | 20     | 1930–1949       |           | [ 4 ] |
| Łączna liczba: | Łączna liczba: | Łączna liczba: | Łączna liczba: | 49     |                 |           |       |

## Imiona
Każdy z brneńskich tramwajów 13T, pochodzących z serii produkcyjnych 0-5, otrzymał imię nawiązujące do nazw parowych lokomotyw tramwajowych eksploatowanych w Brnie pod koniec XIX wieku (na przykład Caroline, dziś eksponat Muzeum Techniki). Przykładowe imiona tramwajów: nr 1901 Adélka, nr 1902 Barborka, itp.). Tramwaje szóstej serii otrzymały nazwy na cześć znanych brneńskich osobistości (np. tramwaj nr 1930: Bohuslav Fuchs).